# Dave Min
David Kunnghee Min, né le 5 mars 1976 à Providence, est un avocat et homme politique américain, membre du Parti démocrate.

## Biographie
Avant son entrée en politique, Min est professeur de droit à l'université de Californie à Irvine et a également été conseiller du sénateur Chuck Schumer. 
En avril 2017, il annonce sa candidature aux élections de novembre 2018 dans le 45e district de Californie, alors représenté par la républicaine Mimi Walters. Il termine en troisième position de la primaire trans-partisane du 5 juin 2018 derrière Walters et la démocrate Katie Porter.
En janvier 2019, il annonce sa candidature aux élections sénatoriales de 2020 pour remplacer le républicain John Moorlach. Lors de la primaire trans-partisane du 3 mars 2020, il arrive en deuxième position devant Katrina Foley, la maire de Costa Mesa, et se qualifie donc pour l'élection générale contre le sénateur républicain sortant. Il remporte ensuite l'élection générale du 3 novembre avec 51,1 % des voix et est élu pour un mandat de quatre ans.
En janvier 2023, il annonce être candidat une nouvelle fois à la Chambre des représentants pour les élections de 2024, dans le district représenté par Katie Porter qui se présente aux élections sénatoriales et apporte son soutien à la candidature de Min. En mai 2023, il est arrêté pour conduite en état d'ivresse et est condamné à trois ans de probation,. Il arrive en deuxième position de la primaire trans-partisane du 5 mars 2024, se qualifiant pour l'élection générale contre Scott Baugh, ancien élu républicain à l'Assemblée de l'État de Californie. Il remporte l'élection générale du 5 novembre.